# Чавес, Бетси
Бетси Бетзабет Чавес Чино (исп. Betssy Betzabet Chávez Chino; род. 3 июня 1989, Такна) — перуанский юрист и политик, занимавшая пост премьер-министра Перу с 25 ноября по 7 декабря 2022 года, когда она ушла в отставку. Она была седьмой женщиной-премьер-министром Перу. Она также являлась членом Перуанского конгресса с 27 июля 2021 по 22 марта 2023 года и занимала пост министра культуры с августа 2022 по ноябрь 2022 года. Ранее она занимала пост министра труда и содействия занятости с октября 2021 по май 2022 года, когда был вынесен вотум недоверия.
Чавес — пятый премьер-министр, назначенный президентом Педро Кастильо, что, по мнению наблюдателей, является результатом продолжающейся политической нестабильности. Она объявила о своей отставке 7 декабря.

## Ранняя жизнь и дополитическая карьера
Родилась 3 июня 1989 года в округе Сьюдад-Нуэва, Такна, Перу.

### Образование
Чавес изучала юриспруденцию в Национальном университете Хорхе Басадре Громана и была студенческим лидером, занимая должности в студенческом самоуправлении. В 2016 году окончила юридический факультет и получила степень магистра по конституционному праву в Университете Хосе Карлоса Мариатеги.

### Карьера
Чавес работала юристом в региональном правительстве Такна (2020), техническим специалистом и ассистентом в Конгрессе республики (2017—2020) и руководителем практики на юридическом факультете Университета Хорхе Басадре Громана.

## Политическая карьера

### Конгрессвумен
Она была избрана конгрессменом на парламентских выборах 2021 года, набрав 8 472 голоса; она представляла Такну от партии «Свободное Перу». Она принесла присягу в качестве конгрессмена 27 июля того же года. Она также является членом парламентской группы Демократического Перу.

### Работа и содействие трудоустройству

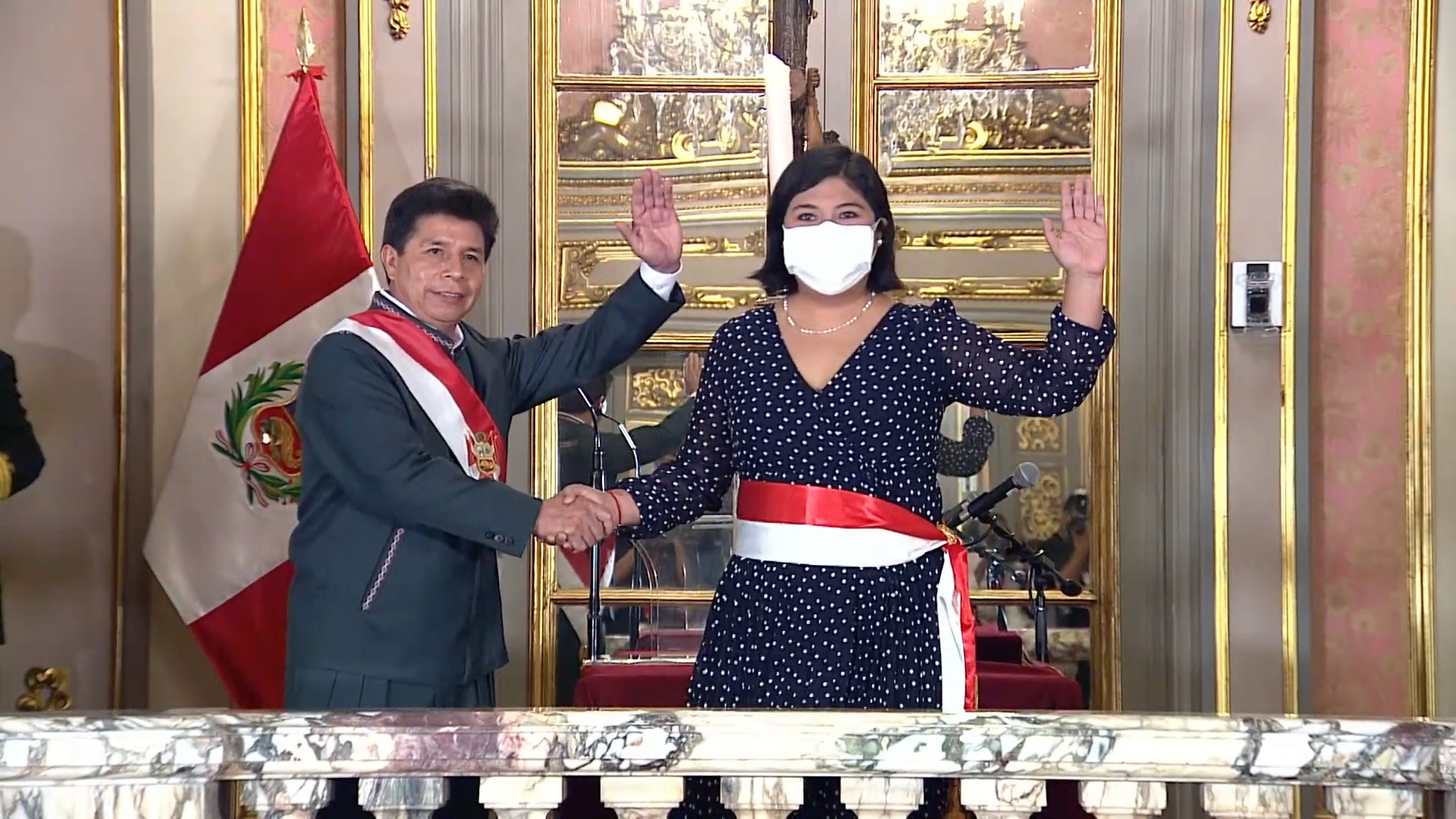
Чавес приведена к присяге в качестве министра

6 октября 2021 года она была назначена и приведена к присяге президентом Педро Кастильо в качестве министра труда и содействия занятости Перу.
В апреле 2022 года различные средства массовой информации заявили, что министр санкционировал забастовку авиадиспетчеров, которая привела к отмене внутренних и международных рейсов по случаю Страстной недели. После этого 13 мая она была допрошена Конгрессом Республики Перу. 19 числа того же месяца в Конгрессе различные конгрессмены представили вотум недоверия министру Чавесу. 26 мая Конгресс одобрил цензуру 71 голосом «за» из-за её неспособности управлять и халатности в исполнении.

### Министр культуры
5 августа 2022 года она была назначена и приведена к присяге президентом Кастильо министром культуры Перу. В заявлениях для прессы новый министр отметила, что порицание на посту министра труда не мешает ей занять пост министра культуры. Министр Диана Милославич сказала тогда: «Её цензура не означает, что она плохо справляется со своей работой», а министр Алехандро Салас заявил: «Она отличный профессионал... и, если в какой-то момент (президент) сочтёт, что она должна быть премьер-министром, я думаю, она полностью справится с этой задачей». Она занимала эту должность до 25 ноября 2022 года, когда её сменила Сильвана Роблес Араужо.

### Премьер-министр Перу

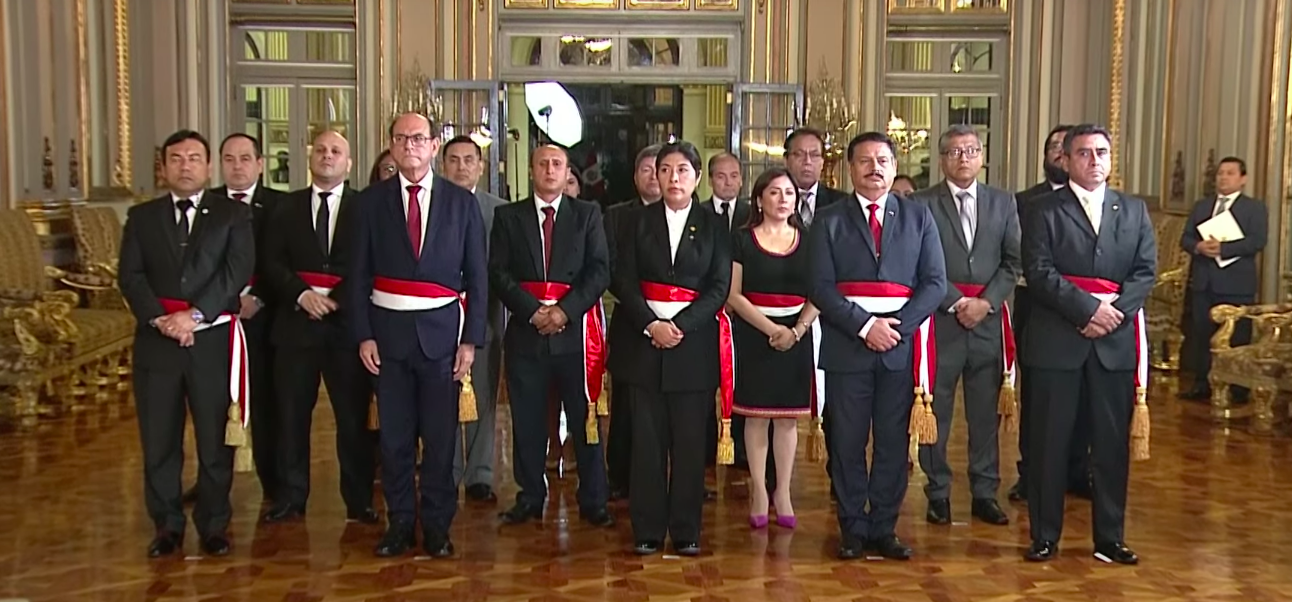
Кабинет Чавеса

25 ноября 2022 года она была назначена и приведена к присяге президентом Педро Кастильо в качестве председателя Совета министров Перу; после принятия отставки премьер-министра Анибала Торреса.

## Споры
Чавес, тогдашний министр культуры, в своём аккаунте в TikTok назвала генерального прокурора Перу Патрисию Бенавидес «заговорщицей государственного переворота» и назвала её «Бланкой Нелидой Колан 2.0», имея в виду прокурора, поддерживающего фухиморизм, который не смог привлечь к ответственности Владимиро Монтесиноса. Это усугубило проблемы после возбуждения против неё предварительного расследования, связанного с оказанием благосклонности её родственникам на государственных должностях.